# Салетт
Салетт (фр. Salette) — река на юге Франции в департаменте Воклюз региона Прованс — Альпы — Лазурный Берег. Приток Брегу.

## География
Салетт протекает по департаменту Воклюз, берёт начало между коммунами Бом-де-Вениз и Жигонда. Пересекает Лафар и впадает в Брегу, приток Меда, в окрестностях Обиньяна. Протяжённость реки — 8,3 км.
Необычность Салетт заключается в солёной речной воде, что объясняет, в частности, её название.

## Притоки
- Ла-Комб (7,6 км)
- Валла-дез-Энфернет (1,3 км)
- ручей Лошен (7,4 км)

## Пересекаемые коммуны
Река протекает по территории 4 коммун:
- Лафар
- Жигонда
- Бом-де-Вениз
- Обиньян (устье)